# NWSL Coach of the Year
De NWSL Coach of the Year is een Amerikaanse individuele voetbalprijs van de National Women's Soccer League, die in 2013 werd ingesteld. De media, NWSL-spelers en het clubmanagement stemmen erover en geven de prijs aan de hoofdtrainer die dat seizoen als de beste in de competitie wordt beschouwd.

## Winnaars
| 2013 | Vlatko Andonovski     | Kansas City            |                 |                 |                 |
| 2014 | Laura Harvey          | Seattle Reign          |                 |                 |                 |
| 2015 | Laura Harvey (2)      | Seattle Reign          |                 |                 |                 |
| 2016 | Mark Parsons          | Portland Thorns        |                 |                 |                 |
| 2017 | Paul Riley            | North Carolina Courage |                 |                 |                 |
| 2018 | Paul Riley (2)        | North Carolina Courage |                 |                 |                 |
| 2019 | Vlatko Andonovski (2) | Reign                  |                 |                 |                 |
| 2020 | Niet uitgereikt       | Niet uitgereikt        | Niet uitgereikt | Niet uitgereikt | Niet uitgereikt |
| 2021 | Laura Harvey (3)      | OL Reign               |                 |                 |                 |
| 2022 | Casey Stoney          | San Diego Wave         |                 |                 |                 |
| 2023 | Juan Carlos Amorós    | NJ/NY Gotham           |                 |                 |                 |
| 2024 | Seb Hines             | Orlando Pride          |                 |                 |                 |
| 2025 |                       |                        |                 |                 |                 |

## Statistieken

### Coaches met meerdere titels
| Coach             | T. | Jaren kampioen   |
| ----------------- | -- | ---------------- |
| Laura Harvey      | 3  | 2014, 2015, 2021 |
| Paul Riley        | 2  | 2017, 2018       |
| Vlatko Andonovski | 2  | 2013, 2019       |

### Aantal titels per club
| Team                   | T. | Jaren kampioen         |
| ---------------------- | -- | ---------------------- |
| Seattle Reign          | 4  | 2014, 2015, 2019, 2021 |
| North Carolina Courage | 2  | 2017, 2018             |
| Orlando Pride          | 1  | 2024                   |
| NJ/NY Gotham           | 1  | 2023                   |
| San Diego Wave         | 1  | 2022                   |
| Portland Thorns        | 1  | 2016                   |
| Kansas City            | 1  | 2013                   |

### Aantal titels per nationaliteit
| Nationaliteit   | T. | Jaren kampioen                                 |
| --------------- | -- | ---------------------------------------------- |
| Engeland        | 8  | 2014, 2015, 2016, 2017, 2018, 2021, 2022, 2024 |
| Noord-Macedonië | 2  | 2013, 2019                                     |
| Spanje          | 1  | 2023                                           |